# ポール・オニール (実業家)
ポール・ヘンリー・オニール（英語: Paul Henry O'Neill、1935年12月4日 - 2020年4月18日）は、アメリカ合衆国の政治家、実業家、経済評論家である。ジョージ・W・ブッシュ政権で第72代財務長官を務めた。

## 生涯

### 青年期
1935年12月4日にミズーリ州セントルイスに誕生した。1954年にアラスカ州アンカレッジの西アンカレッジ高校を卒業後に同校で知り合ったナンシー・ジョー・ウォルフと結婚。後に3人の娘と1人の息子をもうけた。翌1955年にモリソン・クヌーセン社の現場技師として就職するが、1957年に退社しカリフォルニア州立大学フレズノ校へと進学した。その後1960年に同大学で経済学の学士号を取得し、1961年に退役軍人局でシステムアナリストとして公職に就き、1966年まで同局で勤めた。また1966年にはインディアナ大学で行政学の修士号も取得した。1967年にオニールは活動の場を行政管理予算局へと移し、主計官・課長補佐・次官を経て1974年から1977年まで同局の副長官を務めた。

### 実業家時代
1977年にニューヨーク市の製紙会社インターナショナル・ペーパー社の幹部として招聘され、1985年まで同社の副社長を、1985年から1987年までは同社の社長を務めた。
1988年にオニールは当時のアメリカ合衆国大統領ジョージ・H・W・ブッシュからアメリカ合衆国国防長官への就任を要請されたが、オニールはこの要請を断り、代わりに連邦下院議員のディック・チェイニーを国防長官として推薦した。その後ジョージ・H・W・ブッシュ大統領はアンドリュー・ラマー・アレクサンダー、ビル・ブロック、リチャード・ウィルソン・ライリーらによって構成された教育諮問団の議長就任をオニールに熱烈に要請し、オニールは議長に着任した。オニールの指揮下で教育諮問団は全国統一試験の規格を制定し、各自治体に対し統一試験の導入を勧奨した。
1987年にペンシルベニア州ピッツバーグのアルミニウムメーカー大手のアルコア社に会長兼最高経営責任者として就任し、2000年に辞任した。この間アルコア社の収入は15億ドルから230億ドルまで増加し、世界最大のアルミニウム企業へと成長させた。またオニールの個人資産も6000万ドルに達した。1995年には保守系シンクタンクのランド研究所においても理事長に就任した。

### ジョージ・W・ブッシュ政権

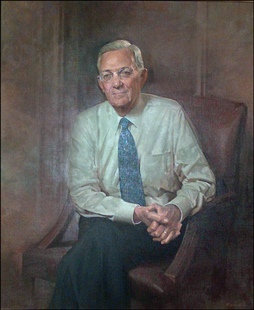
オニールの公式肖像画

2001年1月20日にオニールはジョージ・W・ブッシュ大統領から財務長官への就任指名を受けた。オニールは税制政策の担当者としてマーク・ワインバーガーを租税政策担当財務次官補に付け、相続税や贈与税を中心とする税制の改革を打ち出した。
オニールがアメリカ合衆国財務長官を務めていた2002年のアメリカ合衆国財務省の年次報告書によると、当時のアメリカ合衆国は5000億ドルを超える赤字予算に直面していた。さらに同報告書によれば、将来の世代への負担を回避するためには急激な増税や大規模な歳出削減は不可避であると試算された。この試算結果は2003年に公表された2004年度の年間予算報告書からは省かれていた。
オニールは政権内部でも遠慮なく物事を述べ、しばしば政府の方針とは異なる意見を報道陣に漏らすこともあった。オニールの軽率な発言については与党の共和党内部からも批判を浴びることとなり、2002年12月31日にオニールは財務長官を辞任した。アメリカ合衆国の多くのメディアからは減税や更なる景気刺激策に対して消極的だったことを受けての事実上の更迭と見られた。後任の財務長官はすぐには指名されず、ジョン・スノーが翌年の2003年2月に就任するまでは、ケネス・ダム財務副長官が代行を務めた。

### ジョージ・W・ブッシュ政権後
財務長官退任後にジョージ・W・ブッシュ政権の内幕を描いた「忠誠の代償」（ロン・サスカインド著、日本経済新聞）を出版した。政権発足当初からイラクは攻撃目標として議論されていたアメリカ共和党穏健派である自分やパウエルは政権のイメージ向上に利用され、やがて意見の相違から次第に政権内で孤立していく過程を克明に描いている。
2020年4月18日に肺がんのためペンシルベニア州ピッツバーグの自宅にて亡くなった。84歳であった。